# كويتشيرو هارادا
كويتشيرو هارادا (باليابانية: 原田耕一郎) هو رياضياتي ياباني، ولد في 13 يونيو 1941 في اليابان.